# Eugenia mattosii
A Cerejeira-anã (Eugenia mattosii), é um arbusto brasileiro da família Myrtaceae nativo da Mata Atlântica, também chamada Cereja de Mattos, Pitanguinha de Mattos, Cambuí rasteiro, Cambuím e Cambuí-Peba.
Arbusto de 40 cm a 1 metro de altura com diversos ramos partindo da base, formando copa pequena e arredondada com folhagem perene. Tem sua ocorrência confirmada nas matas de araucária de Santa Catarina e do Paraná.
Seus frutos, pequenas bagas esféricas vermelhas, com polpa carnosa e doce e de uma ou duas sementes, além do consumo humano, atraem a avifauna.

## Etimologia
Cambuí-Peba vem do Tupi. Cambuí significa “ramo fino” e peba “baixo-rasteiro”.
1. 1 2  «Flora e Funga do Brasil». reflora.jbrj.gov.br. Consultado em 28 de outubro de 2022
2. 1 2  «CAMBUI-PEVA (Eugenia mattosii)». www.colecionandofrutas.com.br. Consultado em 28 de outubro de 2022